# TSV Detmold
Maillots
Dernière mise à jour : 14 avril 2011.
La TSV Detmold est un club sportif allemand localisé à Detmold, en Rhénanie du Nord/Westphalie.

## Histoire (football)
Le club fut fondé le 28 juin 1911 sous le nom de 1. Detmolder FC Teutonia. En 1913, le cercle commença à évoluer dans le Bezirkmeisterschaft de Lippe (championnat de District de Lippe) où il fêta son premier titre.
En mars 1919, le club fusionna avec un club dont le nom s’est perdu pour former le Verein für Bewegungspiel Detmold ou VfB Detmold. Le cercle évolua relativement anonymement dans les séries régionales inférieures.
En 1945, le club fut dissous par les Alliés, comme tous les clubs et associations allemands (voir Directive n°23).
Reconstitué sous son appellation actuelle de TSV Detmold, le club connu alors son époque la plus riche. L’équipe fut renforcée par de nombreux éléments faisant partie des réfugiés fuyants/ou expulsés des territoires perdus à l’Est par l’Allemagne (devenu principalement polonais après la Seconde Guerre mondiale)
En 1948, le TSV Detmold monta en Landesliga Westfalen qui était alors la plus ligue amateur de Westphalie. Deux ans plus tard, le club enleva le titre de son groupe. Le cercle ne remporta pas le titre de Westphalie, car il perdit la finale contre le VfB 03 Bielefeld (1-1 et 0-4). Toutefois, le cercle accéda à la 2. Oberliga West, à l’époque 2e niveau de la hiérarchie. Lors du Championnat d’Allemagne occidentale Amateur, le TSV Detmold atteignit la finale et conquit le titre en battant le SC Cronenberg, le 10 juin 1950 (5-1).
Le cercle ne resta que deux saisons en 2. Oberliga West. En 1952, le club renonça brièvement à sa licence (nécessaire pour jouer en 2. Oberliga) mais recommença à jouer.
En 1956, le TSV Detmold se qualifia pour être un des fondateurs de la Verbandsliga Westfalen, une ligue régionale créé au 3e niveau. Il évolua dans cette division jusqu’en 1959 puis descendit.
Le club recula ensuite dans la hiérarchie. En 2000, il fit une réapparition en Landesliga Westfalen, une ligue à ce moment située au 5e niveau. 
De 2002 à 2005, le TSV Detmold connut trois relégation en quatre ans et se retrouva en Kreisliga B, soit au 9e niveau. Cette ligue recula au 10erang, en 2008, lors de la création de la 3. Liga, en tant que "Division 3".
En 2010, le club fêta un titre et, en préambule des festivités de son centenaire, remonta en Kreisliga B, soit au 9e niveau de la hiérarchie de la DFB.

## Personnalités
- Karl-Heinz Heimann, journaliste sportif, ancien Rédacteur en chef du magazine "Kicker".
- Klemens Zielinski,  champion d’Allemagne en 1954 avec Hannover SV 96 .